# Ib Nielsen
Ib Nielsen (født 4. februar 1926 i Faxe, Danmark) er en dansk tidligere roer.
Nielsen var med i den danske otter ved OL 1948 i London. Jarl Emcken, Børge Hougaard, Poul Korup, Holger Larsen, Niels Rasmussen, Gerhardt Sørensen, Niels Wamberg og styrmand Charles Willumsen udgjorde resten af besætningen. Danskerne kom i 1. runde ind på sidstepladsen i et heat mod de senere sølv- og bronzevindere fra Storbritannien og Norge, og sluttede derefter på andenpladsen i et opsamlingsheat mod Schweiz og Frankrig. Det betød at danskerne ikke kvalificerede sig til semifinalen og dermed var ude af konkurrencen.
Nielsen var også med til at vinde en EM-sølvmedalje i otter ved EM 1947 i Luzern og en sølvmedalje i firer uden styrmand ved EM 1950 i Milano.